# 이하라군

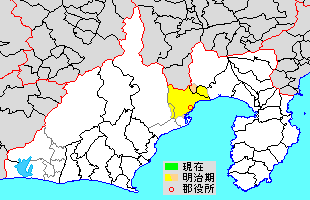
시즈오카현 이하라군의 범위 (연노랑: 후에 다른 군에 편입된 구역)

이하라군(庵原郡, いはらぐん, いほはらのこおり)은 시즈오카현(스루가국)에 있던 군이다.

## 군역
1879년 행정 구역으로 발족 당시의 구역은 현재의 행정 구역으로 아래 구역에 해당한다.
- 시즈오카시
  - 시미즈구의 대부분
  - 아오이구의 일부
- 후지시의 일부
- 후지노미야시의 일부

## 역사

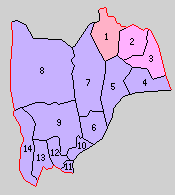
1.우쓰부사촌 2.마쓰노촌 3.후지카와촌 4.간바라정 5.유이정 6.오키쓰정 7.오지마촌 8.료고우치촌 9.이하라촌 10.소데시촌 11.에지리정 12.이다촌 13.다카베촌 14.니시나촌 (보라: 시즈오카시 분홍: 후지시 빨강: 후지노미야시)

- 1889년 4월 1일 - 정촌제 시행으로, 아래의 정촌이 발족. 따로 적은 경우 외는 현 시즈오카시.(4정 10촌)
  - 우쓰부사촌(内房村): 현 후지노미야시
  - 마쓰노촌(松野村): 현 후지시
  - 후지카와촌(富士川村): 현 후지시
  - 간바라정(蒲原町)
  - 유이정(由比町)
  - 오키쓰정(興津町)
  - 오지마촌(小島村)
  - 료고우치촌(両河内村)
  - 이하라촌(庵原村)
  - 소데시촌(袖師村)
  - 에지리정(江尻町)
  - 이다촌(飯田村)
  - 다카베촌(高部村)
  - 니시나촌(西奈村)
  - 일부는 우도군 시미즈정의 일부가 됨.
- 1893년 4월 9일 - 에지리정의 일부가 분리되어 쓰지촌(辻村)이 발족.(4정 11촌)
- 1901년 1월 25일 - 후지카와촌이 정제 시행으로 후지카와정(富士川町)이 됨.(5정 10촌)
- 1918년 8월 1일 - 쓰지촌이 정제 시행으로 쓰지정(辻町)이 됨.(6정 9촌)
- 1924년 1월 31일 - 에지리정·쓰지정이 아베군 이리에정에 편입.(4정 9촌)
- 1948년
  - 4월 8일 - 소데시촌이 정제 시행으로 소데시정(袖師町)이 됨.(5정 8촌)
  - 4월 10일 - 니시나촌이 시즈오카시에 편입.(5정 7촌)
- 1954년
  - 2월 11일 - 이다촌이 시미즈시에 편입.(5정 6촌)
  - 4월 1일 - 다카베촌이 시미즈시에 편입.(5정 5촌)
- 1956년 9월 30일 - 우쓰부사촌이 후지군 시바토미촌과 합병하여 후지군 도미하라촌가 발족, 군에서 이탈.(5정 4촌)
- 1957년 4월 1일 - 마쓰노촌이 후지카와정에 편입.(5정 3촌)
- 1961년 6월 29일 - 소데시정·오키쓰정·오지마촌·료고우치촌·이하라촌이 시미즈시에 편입.(3정)
- 2006년 18年)3월 31일 - 간바라정이 시즈오카시에 편입.(2정)
- 2008년 11월 1일 - 아래 변경에 따라 이하라군이 폐지됨.
  - 유이정이 시즈오카시에 편입.
  - 후지카와정이 후지시에 편입.